# Caracena
Caracena là một đô thị ở tỉnh Soria, Castile và León, Tây Ban Nha. Theo điều tra dân số năm 2004 của INE, đô thị này có 23 dân. Đô thị có diện tích 18,15 km2.